# 70e méridien ouest
En géographie, le 70e méridien ouest est le méridien joignant les points de la surface de la Terre dont la longitude est égale à 70° ouest.

## Géographie

### Dimensions
Comme tous les autres méridiens, la longueur du 70e méridien correspond à une demi-circonférence terrestre, soit 20 003,932 km. Au niveau de l'équateur, il est distant du méridien de Greenwich de 7 792 km,.
Avec le 110e méridien est, il forme un grand cercle passant par les pôles géographiques terrestres.

### Régions traversées
En commençant par le pôle Nord et descendant vers le sud au pôle Sud, Le 70e méridien ouest passe par:
| Coordonnées          | Pays, territoire ou mer | Notes |
| -------------------- | ----------------------- | --- |
| 90° 00′ N, 70° 00′ O | Océan Arctique          | |
| 83° 07′ N, 70° 00′ O | Canada                  | Nunavut, Île d'Ellesmere |
| 80° 14′ N, 70° 00′ O | Détroit de Nares        | |
| 78° 47′ N, 70° 00′ O | Groenland               | Terre d'Inglefield, Île Saunders Island (en) et Île Wolstenholme (en) |
| 76° 24′ N, 70° 00′ O | Baie de Baffin          | |
| 70° 51′ N, 70° 00′ O | Canada                  | Nunavut – Île de Baffin |
| 62° 45′ N, 70° 00′ O | Détroit d'Hudson        | |
| 62° 34′ N, 70° 00′ O | Canada                  | Nunavut – Qikiqtarjuarusiq |
| 62° 33′ N, 70° 00′ O | Détroit d'Hudson        | |
| 61° 01′ N, 70° 00′ O | Canada                  | Nunavut – Île Diana (en) |
| 60° 57′ N, 70° 00′ O | Baie Diana              | |
| 60° 50′ N, 70° 00′ O | Canada                  | Québec |
| 47° 42′ N, 70° 00′ O | Fleuve Saint-Laurent    | |
| 47° 30′ N, 70° 00′ O | Canada                  | Québec |
| 46° 40′ N, 70° 00′ O | États-Unis              | Maine |
| 43° 43′ N, 70° 00′ O | Océan Atlantique        | Golfe du Maine |
| 41° 58′ N, 70° 00′ O | États-Unis              | Massachusetts – Cape Cod et Île Monomoy (en) |
| 41° 33′ N, 70° 00′ O | Océan Atlantique        | Baie de Nantucket |
| 41° 19′ N, 70° 00′ O | États-Unis              | Massachusetts – Baie de Nantucket |
| 41° 14′ N, 70° 00′ O | Océan Atlantique        | |
| 19° 41′ N, 70° 00′ O | République dominicaine  | Île Hispaniola – passe juste à l'ouest de Saint-Domingue (à 18° 29′ N, 69° 54′ O) |
| 18° 25′ N, 70° 00′ O | Mer des Caraïbes        | |
| 12° 35′ N, 70° 00′ O | Aruba                   | |
| 12° 28′ N, 70° 00′ O | Mer des Caraïbes        | |
| 12° 11′ N, 70° 00′ O | Venezuela               | |
| 6° 53′ N, 70° 00′ O  | Colombie                | |
| 0° 34′ N, 70° 00′ O  | Brésil                  | Amazonie |
| 0° 12′ S, 70° 00′ O  | Colombie                | |
| 4° 10′ S, 70° 00′ O  | Pérou                   | Loreto – sur environ 16 km |
| 4° 19′ S, 70° 00′ O  | Brésil                  | Amazonie Acre – à partir de 8° 20′ S, 70° 00′ O) |
| 10° 58′ S, 70° 00′ O | Pérou                   | Madre de Dios Puno – à partir de 13° 09′ S, 70° 00′ O) Tacna – à partir de 17° 07′ S, 70° 00′ O)                                                                                         |
| 18° 16′ S, 70° 00′ O | Chili                   | |
| 29° 19′ S, 70° 00′ O | Argentine               | Sur environ 8 km |
| 29° 24′ S, 70° 00′ O | Chili                   | |
| 30° 23′ S, 70° 00′ O | Argentine               | |
| 32° 52′ S, 70° 00′ O | Chili                   | Sur environ 8 km |
| 32° 56′ S, 70° 00′ O | Argentine               | |
| 33° 16′ S, 70° 00′ O | Chili                   | |
| 34° 17′ S, 70° 00′ O | Argentine               | |
| 52° 00′ S, 70° 00′ O | Chili                   | |
| 52° 33′ S, 70° 00′ O | Détroit de Magellan     | |
| 52° 50′ S, 70° 00′ O | Chili                   | Grande île de la Terre de Feu, îles Thompson, Waterman et Hoste |
| 55° 22′ S, 70° 00′ O | Océan Pacifique         | |
| 60° 00′ S, 70° 00′ O | Océan Austral           | |
| 69° 17′ S, 70° 00′ O | Antarctique             | Île Alexander et le continent – Liste des territoires by Argentine (Antarctique argentin), Chili (Province de l'Antarctique chilien) et Royaume-Uni (Territoire antarctique britannique) |